# نگاهی به شعر نیما یوشیج
نگاهی به شعر نیما یوشیج: بحثی در چگونگی پیدایش نظام‌های شعری کتابی از امید طبیب‌زاده است که به جایگاه شعر نیما یوشیج در ادبیات معاصر ایران و نحوهٔ شکل‌گیری نظام‌های جدید شعری می‌پردازد.